# Anthicus luciphilus
Anthicus luciphilus là một loài bọ cánh cứng trong họ Anthicidae. Loài này được Uhmann miêu tả khoa học năm 2003.